# Franz Zaitsek von Egbell
Franz Zaitsek von Egbell (německy Franz Gabriel Joseph Nepomuk Zaitsek Edler von Egbell) (18. října 1805 Mutěnice – 11. dubna 1884 Štýrský Hradec) byl rakouský generál původem z Moravy. Po absolvování inženýrské akademie ve Vídni se uplatnil jako projektant vojenských staveb, působil také jako pedagog a diplomat a zúčastnil se i několika válečných tažení. V závěru kariéry byl v hodnosti generálmajora velitelem pevnosti v Pule (1863–1866). 

## Životopis
Pocházel z rodiny původem z jižní Moravy a narodil se v Mutěnicích. Jeho otec Martin Zajíček (1770–1842) byl úředníkem na panství Hodonín, později působil ve správě císařských statků ve Vídni. Po přesídlení do Vídně rodina začala užívat německou formu příjmení Zaitsek (někdy uváděno též jako Zaitchek). Franz studoval na inženýrské akademii (pozdější Technická vojenská akademie) ve Vídni, kterou absolvoval v roce 1824 v hodnosti poručíka. Několik let strávil u inženýrského sboru a postupoval v hodnostech (nadporučík 1833, rytmistr 1839). Od roku 1834 působil i jako pedagog a na inženýrské akademii vyučoval deskriptivní geometrii. V letech 1841–1845 byl pobočníkem prince Ferdinanda Sasko-Koburského a poté sloužil u 14. pěšího pluku v Linzi, kde byl v roce 1846 povýšen na majora.
V revolučních letech 1848–1849 se zúčastnil bojů v Itálii a později bojoval proti maďarským povstalcům, mezitím byl povýšen na podplukovníka (1848) a po potlačení revoluce sloužil u 57. pěšího pluku v Tarnówě. Jako fortifikační odborník byl v letech 1852–1856 velitelem pevnosti v Kotoru. V době krymské války byl vyslán k diplomatickým jednáním s tureckým vrchním velitelem Omarem Pašou a zprostředkoval ukončení konfliktu mezi Osmanskou říší a Černou Horou (smlouva z Podgorice 1854). V roce 1856 byl povýšen na plukovníka a převzal velení ženijních jednotek v Kremži. K datu 7. března 1862 získal hodnost generálmajora a stal se velitelem brigády u 5. armádního sboru. V letech 1863–1866 byl velitelem přístavní pevnosti Pula a k datu 28. května 1866 byl penzionován.
Zemřel v roce 1884 ve Štýrském Hradci, kde byl také pohřben do rodinné hrobky na hřbitově sv. Leonarda.

## Tituly a ocenění
V roce 1860 byl povýšen do šlechtického stavu s predikátem Edler von Egbell odvozeném od německého názvu města Gbely. Jako erb obdržel modro-červeně polcený štít se vzlétající zlatou včelou uprostřed. Díky působení ve funkci pobočníka prince Ferdinanda Sasko-Koburského získal několik zahraničních vyznamenání, zatímco v Rakousku nikdy žádné ocenění neobdržel.
- Řád svaté Anny II. třídy (Rusko)
- Řád sv. Stanislava II. třídy (Rusko)
- rytíř Řádu čestné legie (Francie)
- Řád červené orlice III. třídy (Prusko)
- rytíř Leopoldova řádu (Belgie)
- rytíř Řádu věže a meče (Portugalsko)
- Vévodský sasko-ernestinský domácí řád (Sasko)

## Rodina
V roce 1856 se oženil s baronkou Helenou Pöckovou, dcerou polního podmaršála Adama von Pöck (1785–1866). Z manželství se narodila dcera Helena (1858–1874), která zemřela předčasně. 
Jeho mladší bratr Karl (1810–1886) dosáhl v armádě hodnosti polního podmaršála v roce 1860 byl také povýšen do šlechtického stavu. Ve vojenské tradici pak pokračoval synovec Karl Johann (1838–1895), taktéž polní podmaršál.